# Schauspiel
Der Begriff Schauspiel im Theater wird entweder für ein überwiegend gesprochenes Drama verwendet oder für eine Sparte der Bühnenkünste, die von Schauspielern ausgeübt wird. Im klassischen Mehrspartentheater bezeichnet er die mehrheitlich gesprochenen Theateraufführungen im Unterschied zu Musiktheater und Tanztheater. In Analogie zu diesen Begriffen wird die Sparte des Schauspiels auch Sprechtheater genannt. Ein hauptsächlich für Sprechtheater konzipiertes oder genutztes Theatergebäude wird als Schauspielhaus bezeichnet.

## Begriff
Die Begriffe Schauspiel und Sprechtheater sind unabhängig von der Gattung. Sie können sowohl eine Tragödie als auch eine Komödie, ein Melodram oder eine Posse bezeichnen.
Gustav Freytag hingegen grenzte das Schauspiel als geringere, gewöhnlichere Theatergattung vom Drama ab (Die Technik des Dramas, 1863) und favorisierte damit eine klassizistische Art von Theaterstücken, die man heute oft geschlossenes Drama nennt.
Umgekehrt wurde das Schauspiel vor allem seit dem Ende des 19. Jahrhunderts als höhere Gattung gegenüber den musikbetonten Theaterformen (Operette, Vaudeville) und dem Schwank betrachtet, was sich in Theatern zeigt, die von einem populären Repertoire auf ein Bildungsangebot umstiegen, wie etwa das Deutsche Theater oder das Neue Friedrich-Wilhelmstädtische Theater um 1900.
Daneben wird der Begriff Schauspiel auch abgrenzend für Dramen (Drama dann als Oberbegriff) verwendet, die weder Tragödie noch Komödie sind, also ernste Dramen mit gutem Ausgang.

## Geschichte
Der Beruf des Schauspielers hat sich erst im ersten Drittel des 19. Jahrhunderts von den Berufen des Sängers und des Tänzers getrennt.
Während das klassische Schauspiel vor allem auch den Sinn hatte, eine makellose Aussprache der Texte auf die Bühne zu bringen, was als Teil seines Bildungsauftrags betrachtet wurde, hat sich der Vorrang der Sprecherziehung für das Schauspiel etwa seit der 68er-Bewegung verringert. Viele Spielarten der Regie im 20. Jahrhundert von Peter Zadek bis Christoph Marthaler haben das traditionelle Schwergewicht des Schauspiels auf der gesprochenen (Literatur-)Sprache in Frage gestellt.